# Le Deschaux
Pour les articles homonymes, voir Deschaux.
Le Deschaux est une commune française située dans le département du Jura, dans la région culturelle et historique de Franche-Comté et la région administrative Bourgogne-Franche-Comté.
Ses habitants sont appelés les  Deschaliens et Deschaliennes.

## Géographie

### Situation
| Balaiseaux | Rahon       |                |
| Gatey      | Deschaux    | Villers-Robert |
|            | Tassenières | Séligney       |

### Lieux-dits et écarts
Les Granges, le Carrouge, les Baraques.

### Climat
Pour des articles plus généraux, voir Climat de la Bourgogne-Franche-Comté et Climat du département du Jura.
En 2010, le climat de la commune est de type climat des marges montargnardes, selon une étude du Centre national de la recherche scientifique s'appuyant sur une série de données couvrant la période 1971-2000. En 2020, Météo-France publie une typologie des climats de la France métropolitaine dans laquelle la commune est exposée à un climat semi-continental et est dans une zone de transition entre les régions climatiques « Bourgogne, vallée de la Saône » et « Jura ». 
Pour la période 1971-2000, la température annuelle moyenne est de 10,6 °C, avec une amplitude thermique annuelle de 17,3 °C. Le cumul annuel moyen de précipitations est de 1 030 mm, avec 12,2 jours de précipitations en janvier et 8,7 jours en juillet. Pour la période 1991-2020, la température moyenne annuelle observée sur la station météorologique de Météo-France la plus proche, « Colonne », sur la commune de Colonne à 9 km à vol d'oiseau, est de 11,7 °C et le cumul annuel moyen de précipitations est de 1 170,0 mm. 
La température maximale relevée sur cette station est de 40,3 °C, atteinte le 7 août 2003 ; la température minimale est de −18 °C, atteinte le 12 janvier 1987,,. 
Les paramètres climatiques de la commune ont été estimés pour le milieu du siècle (2041-2070) selon différents scénarios d'émission de gaz à effet de serre à partir des nouvelles projections climatiques de référence DRIAS-2020. Ils sont consultables sur un site dédié publié par Météo-France en novembre 2022.

## Urbanisme

### Typologie
Au 1er janvier 2024, Le Deschaux est catégorisée commune rurale à habitat dispersé, selon la nouvelle grille communale de densité à sept niveaux définie par l'Insee en 2022.
Elle est située hors unité urbaine. Par ailleurs la commune fait partie de l'aire d'attraction de Dole, dont elle est une commune de la couronne,. Cette aire, qui regroupe 87 communes, est catégorisée dans les aires de 50 000 à moins de 200 000 habitants,.

### Occupation des sols
L'occupation des sols de la commune, telle qu'elle ressort de la base de données européenne d’occupation biophysique des sols Corine Land Cover (CLC), est marquée par l'importance des territoires agricoles (79,5 % en 2018), en diminution par rapport à 1990 (81,8 %). La répartition détaillée en 2018 est la suivante : 
zones agricoles hétérogènes (51,1 %), prairies (16,6 %), zones urbanisées (12,6 %), terres arables (11,7 %), forêts (7,9 %). L'évolution de l’occupation des sols de la commune et de ses infrastructures peut être observée sur les différentes représentations cartographiques du territoire : la carte de Cassini (XVIIIe siècle), la carte d'état-major (1820-1866) et les cartes ou photos aériennes de l'IGN pour la période actuelle (1950 à aujourd'hui).

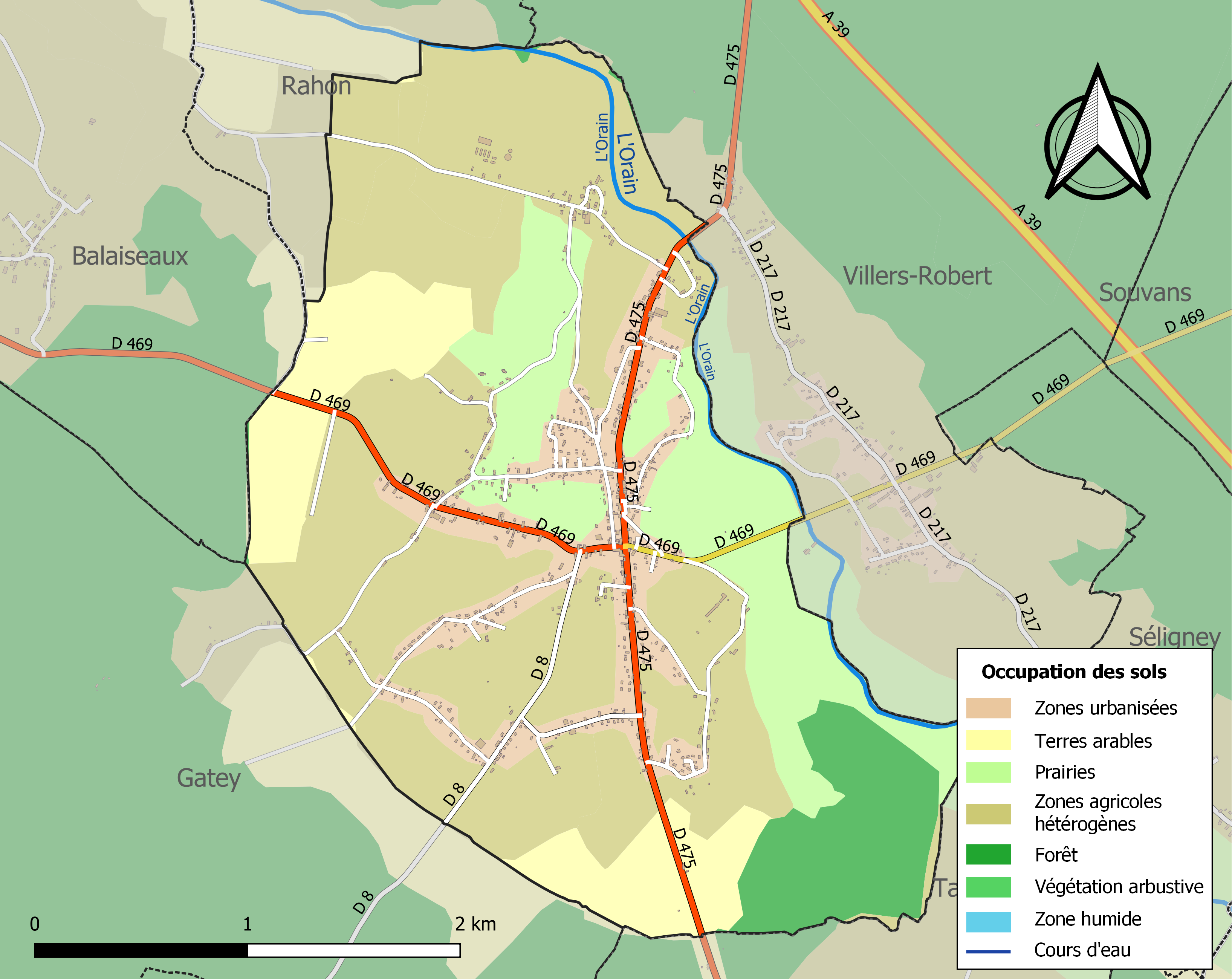
Carte des infrastructures et de l'occupation des sols de la commune en 2018 (CLC).

## Politique et administration

### Liste des maires
| Période   | Période  | Identité        | Étiquette | Qualité |
| --------- | -------- | --------------- | --------- | ------- |
|           |          |                 |           |         |
| 1971      | 1975     | Michel Jacquot  |           |         |
| 1975      | 2001     | Albert Dupré    |           |         |
| mars 2001 | En cours | Patrick Jacquot |           |         |

## Population et société

### Démographie
L'évolution du nombre d'habitants est connue à travers les recensements de la population effectués dans la commune depuis 1793. Pour les communes de moins de 10 000 habitants, une enquête de recensement portant sur toute la population est réalisée tous les cinq ans, les populations de référence des années intermédiaires étant quant à elles estimées par interpolation ou extrapolation. Pour la commune, le premier recensement exhaustif entrant dans le cadre du nouveau dispositif a été réalisé en 2005.

En 2022, la commune comptait 1 030 habitants, en évolution de +0,78 % par rapport à 2016 (Jura : −0,81 %, France hors Mayotte : +2,11 %).
| 1793 | 1800 | 1806 | 1821 | 1831 | 1836 | 1841  | 1846  | 1851  |
| ---- | ---- | ---- | ---- | ---- | ---- | ----- | ----- | ----- |
| 663  | 694  | 781  | 807  | 987  | 947  | 1 076 | 1 102 | 1 130 |

| 1856  | 1861  | 1866  | 1872  | 1876  | 1881  | 1886 | 1891 | 1896 |
| ----- | ----- | ----- | ----- | ----- | ----- | ---- | ---- | ---- |
| 1 081 | 1 104 | 1 085 | 1 029 | 1 056 | 1 012 | 954  | 910  | 890  |

| 1901 | 1906 | 1911 | 1921 | 1926 | 1931 | 1936 | 1946 | 1954 |
| ---- | ---- | ---- | ---- | ---- | ---- | ---- | ---- | ---- |
| 903  | 856  | 812  | 690  | 701  | 644  | 611  | 563  | 505  |

| 1962 | 1968 | 1975 | 1982 | 1990 | 1999 | 2005 | 2006 | 2010 |
| ---- | ---- | ---- | ---- | ---- | ---- | ---- | ---- | ---- |
| 539  | 554  | 561  | 697  | 757  | 786  | 856  | 867  | 997  |

| 2015  | 2020  | 2022  | - | - | - | - | - | - |
| ----- | ----- | ----- | - | - | - | - | - | - |
| 1 023 | 1 008 | 1 030 | - | - | - | - | - | - |

## Culture locale et patrimoine

### Lieux et monuments
- Château du Deschaux.

### Personnalités liées à la commune
- Marcel Aymé avait de la famille dans le village.

### Héraldique
| Blason de Deschaux (Le) | Blason  | Coupé d'azur à une fleur de lys d'argent accompagnée de douze étoiles d'or ordonnées en cercle, et d'or émanché de trois pièces de gueules en chef. |
| Blason de Deschaux (Le) | Détails | Adopté par la municipalité. |